# Chang'e

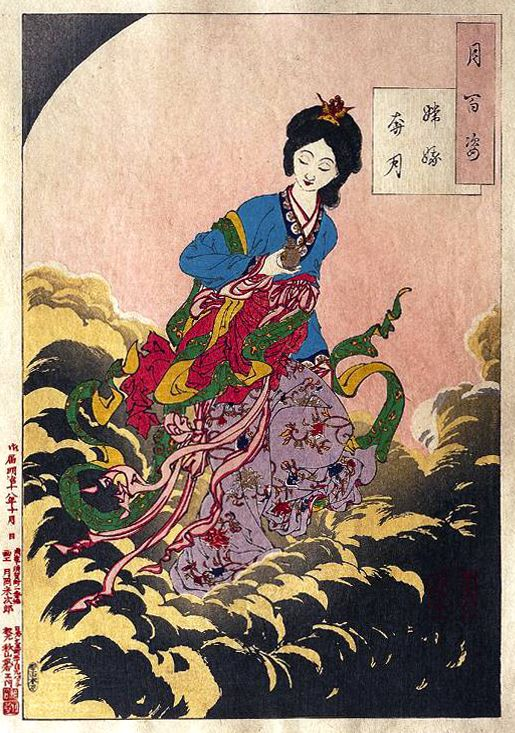
Imagen de Chang'e.

Chang'e o Chang'O (Chino: 嫦娥) originalmente conocida como Heng'e es la diosa china de la Luna. A diferencia de otras deidades que personifican a la Luna, Chang'e solamente vive en la Luna. Sus leyendas incluyen por lo general a: Houyi el arquero, un emperador, un elixir de la vida, y por supuesto la Luna. En la actualidad, se denominó Chang'e al Programa Chino de Exploración Lunar. 

## Historia

### Chang'e y Houyi el Arquero (Versión de Jade)

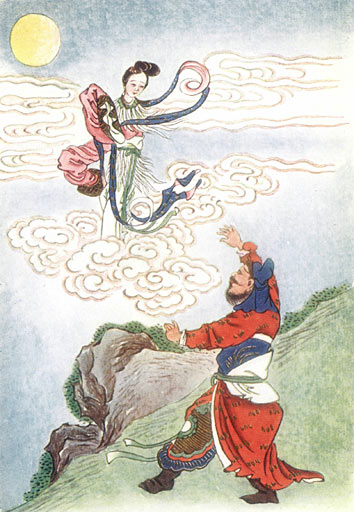
Chang'e flotando hacia la Luna

De acuerdo a la leyenda, Chang'e y su esposo Houyi eran inmortales y vivían en el Cielo. En aquel tiempo, existían diez soles en el cielo, los cuales eran los hijos del Emperador de Jade. Originalmente, ellos cruzaban el cielo uno por uno; sin embargo, un día, todos ellos aparecieron en el cielo a la vez, lo cual ocasionó un calor abrasador que iba quemando la Tierra. El Emperador de Jade ordenó a sus hijos que se detuvieran, pero no logró ningún resultado. Viendo la gravedad de la situación, el Emperador invocó a Houyi para ayudarle.

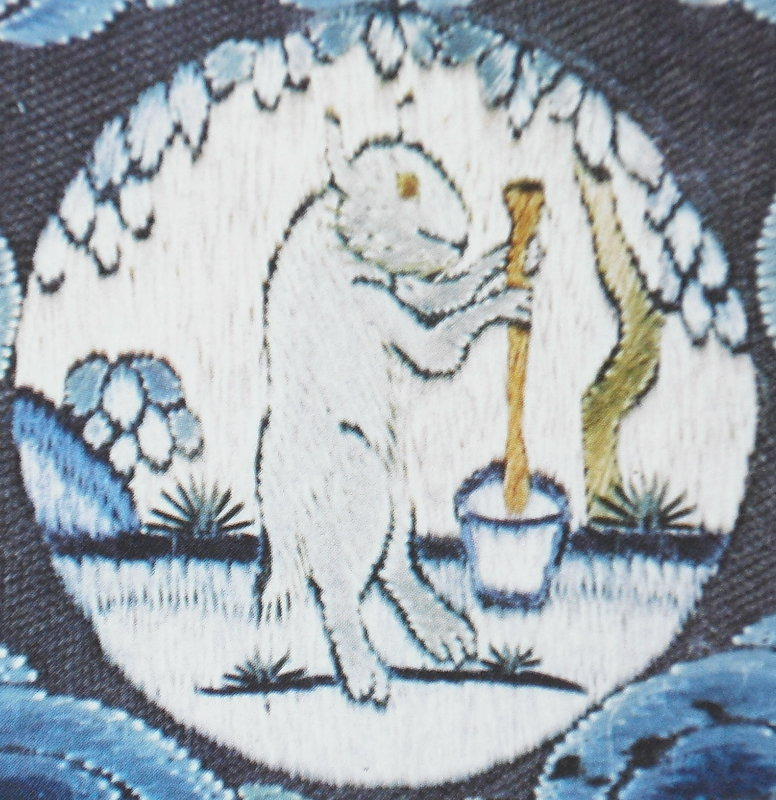
El conejo de jade vivía en la Luna preparando el elixir de la vida.

 Houyi, usando su gran habilidad para la arquería, le disparó a nueve de los hijos y dejó a uno para que fuera el sol. El Emperador no estuvo de acuerdo con la solución de Houyi para salvar la Tierra: nueve de sus hijos estaban muertos. Y como castigo, condenó a Houyi y a Chang'e a vivir como mortales en la Tierra.
Viendo que Chang'e sufrió terriblemente la pérdida de su inmortalidad, Houyi decidió emprender un largo viaje, una peligrosa búsqueda de la píldora de la inmortalidad para que volvieran a ser inmortales de nuevo. Al final del viaje conoció a la Reina Madre del Oeste quien acordó darle la píldora, pero le dijo que cada uno solo necesitaría la mitad de esta para volverse inmortal.
Houyi llevó la píldora a casa y la guardó en un cajón. Advirtió a Chang'e de que no debía abrir el cajón y después se fue de casa por un tiempo. Chang'e no pudo resistir su curiosidad: abrió el cajón y halló la píldora justo cuando Houyi estaba regresando a casa. Nerviosa al pensar que Houyi la pudiera descubrir, ingirió la píldora completa. Entonces comenzó a flotar hacia el cielo debido a la sobredosis. A pesar de que Houyi pensó en disparar su arco hacia su esposa para evitar que flotara demasiado lejos, no pudo soportar la idea de apuntar una flecha hacia ella. Finalmente, Chang'e continuó flotando hasta aterrizar en la Luna, Houyi trato de buscar más píldora de la inmortalidad pero se habían agotado.
Mientras pensaba que estaba sola en la Luna sin su marido, en realidad sí que tenía compañía: un conejo de jade que preparaba elixires, que también vivía en la Luna. Las mitologías japonesa y coreana también hablan de conejos que vivían en la Luna.
Otro habitante de la Luna era el leñador Wu Gang, que ofendió a los dioses en su intento de lograr la inmortalidad y fue desterrado a la Luna. A Wu Gang se le permitió abandonar la Luna sí podía cortar un árbol que crecía allí. Su desgracia era que cada vez que cortaba un pedazo del árbol este volvía a crecer, condenándolo a vivir en la Luna por toda la eternidad.

### Chang'e y Houyi el Arquero (Versión del emperador del cielo)

Yin Yang

Chang'e era una hermosa joven que trabajaba en el palacio de jade del Emperador en el Cielo, donde eran inmortales. Las buenas personas y las hadas vivían allí. Un día, la joven rompió accidentalmente un precioso jarrón de porcelana. Enojado, el Emperador la condenó a vivir en la Tierra, donde vivían las personas ordinarias. Solo podría regresar al Cielo si realizaba una gran contribución en la Tierra.
Chang'e se transformó en miembro de una rica familia de granjeros. Cuando cumplió 18 años, un joven cazador llamado Houyi de otra aldea la encontró y, desde ese momento, se hicieron amigos.
Un día sucedió un extraño fenómeno: diez soles se elevaron en el cielo uno detrás de otro, quemando la Tierra. Houyi, un arquero experto, se enfrentó a la situación y trató de salvar la Tierra. Disparó con su arco a nueve de los soles, abatiéndolos, volviéndose instantáneamente un héroe. Finalmente fue proclamado rey y se casó con Chang'e.
Pero Houyi, con el paso del tiempo, se volvió egoísta y ambicioso. Pretendió conseguir la inmortalidad, ordenando que crearan un elixir para prolongar su vida. El elixir en forma de píldora estaba casi terminado; no obstante, cuando Chang'e lo encontró, esta se tragó la píldora accidentalmente. Este hecho hizo enojar al rey Houyi, que intentó castigar a su esposa. Ella, tratando de escapar, saltó a través de la ventana de la habitación más alta del palacio, y después de caer, empezó a flotar hacia la Luna.
En contraste con la primera versión, su compañero el conejo, no creaba el elixir de la vida eterna. Aparte del detalle del conejo, la Luna tampoco es habitada por un leñador que trata de cortar el Árbol de la Vida, que cuanto más rápido cortaba el árbol, este se regeneraba más deprisa y no lograba ningún progreso.

## Misiones espaciales
Años antes de iniciarse el Programa Lunar Chino, la diosa Chang'e fue mencionada en una conversación entre el control de vuelo de Houston y la tripulación del Apolo 11, poco antes del primer alunizaje en 1969:
Houston: Entre los grandes titulares que se refieren al Apolo esta mañana, en uno se le pide que vigile a una chica encantadora con un gran conejo. Una antigua leyenda dice que una hermosa niña china llamada Chang-O ha estado viviendo allí durante 4.000 años. Parece que fue desterrada a la Luna porque le robó la píldora de la inmortalidad a su marido. También puedes buscar a su compañero, un conejo chino grande, que es fácil de detectar porque siempre está de pie sobre sus patas traseras, a la sombra de un árbol de la canela. El nombre del conejo no se cita.
Michael Collins: Bien. Vamos a estar muy atentos a la conejita.
En 2007, China lanzó su primera sonda lunar, una nave espacial robótica llamada Chang'e 1 en honor de la diosa. Una segunda sonda no tripulada, llamada Chang'e 2, se lanzó en 2010. Una tercera nave espacial Chang'e con un rover robótico a bordo, denominada Chang'e 3, aterrizó en la Luna el sábado 14 de diciembre de 2013 alrededor de las 9:12 p. m., hora de Pekín, convirtiendo a China en el tercer país del mundo en lograr semejante hazaña lunar, tras la Unión Soviética y los Estados Unidos. El módulo de aterrizaje también depositó el rover robótico Yutu ("Conejo de Jade") sobre la superficie lunar para comenzar su misión de unos meses de recorrido. Se convirtió en el primer aterrizaje suave lunar desde la misión Luna 24 rusa en 1976.

## En la cultura popular
- La película de 2020 Más allá de la luna es una adaptación de la historia de Chang'e y Houyi, y cuenta con la diosa como uno de los personajes principales.
- En la franquicia Pokémon, Sylveon está basado en su leyenda.
- En 2022 la autora Sue Lynn Tan creó el libro La Hija de la Diosa de la Luna, que está inspirada en la leyenda de Chang’e, siendo ella la madre de la protagonista Xingyn.
- En el videojuego Nine Sols toma inspiración para su historia y nombres, siendo el objetivo del personaje principal Yi derrotar a nueve objetivos uno de ellos explícitamente con un arco, adaptando partes de la historia en diferentes acciones entre los personajes cambiando la relación principal de amantes a una pareja de hermanos Yi y Heng (alusión a c'heng)

## Lecturas relacionadas
- Allan, Tony, Charles Phillips y John Chinnery, "Tierra del dragón: mito chino", Duncan Baird Publishers, Londres, 2005 (a través de Barnes & Noble Books), ISBN 0-7607-7486-2